# Cenerentola (balletto)
Cenerentola (op. 87) è un balletto in tre atti con musica di Sergej Sergeevič Prokof'ev, scritto fra il 1940 e il 1944, basato sull'omonima fiaba; la coreografia originale fu  Rostislav Zakharov, il libretto  di Nikolaj Volkov tratto dalla favola di Charles Perrault.

## Storia
Nel 1940 Prokof'ev aveva appena terminato l'opera Matrimonio al convento e subito si dedicò alla composizione della musica per il balletto Cenerentola commissionatogli dal Teatro Kirov di Leningrado. Quando però, l'anno seguente, iniziò il conflitto con la Germania, il musicista sospese il suo lavoro e si dedicò a comporre brani di sostegno per i suoi compatrioti che erano al fronte; scrisse così la Marcia sinfonica op. 88, i Sette canti popolari op. 89 e iniziò anche la stesura dell'opera Guerra e pace. Il compositore riprese a scrivere il balletto nel 1943 quando il Teatro Kirov venne trasferito, per motivi bellici, a Molotov. Inizialmente il Teatro aveva deciso di affidare la coreografia a Konstantin Sergeyev; Prokof'ev si incontrò più volte con Volkov per definire il libretto e finì di scrivere la partitura al pianoforte. Nel 1944 egli terminò l'orchestrazione e la coreografia venne affidata a Rostislav Zakharov; la rappresentazione verrà però posticipata per problemi logistici del Teatro. L'anno successivo, il 22 novembre 1945, Cenerentola andò in scena al Teatro Bol'šoj di Mosca con le scene di Pëtr Villjams e l'orchestra diretta da Yuri Fayer; interprete principale fu Ol'ga Lepešinskaja che si alternò  nel ruolo di Cenerentola con Galina Ulanova.
L'anno seguente, l'8 aprile 1946, il Teatro Kirov mise in scena la versione creata da Konstantin Sergeyev che fu anche l'interprete del Principe, mentre affidò il ruolo di Cenerentola alla moglie, Natal'ja Dudinskaja.

## Trama
La storia non differisce molto da quella della celebre favola, tranne due scene che sono state modificate e ampliate nel primo atto da Volkov per ragioni coreografiche: la preparazione e l'abbigliamento per il ballo delle due sorellastre e l'intervento delle quattro fate in aiuto di Cenerentola per la sua vestizione.
Atto primo
Nell'abitazione di Cenerentola le sue sorellastre ricamano uno scialle e ricevono tutte le attenzioni della madre mentre Cenerentola è trattata come una sguattera; il padre, anziano e malato, cerca di difenderla inutilmente. Il Principe ha organizzato un grande ballo nel suo palazzo e le due sorellastre si preparano all'evento con l'aiuto di sarti, parrucchieri e gioiellieri. Giunge alla porta una vecchia mendicante e chiede l'elemosina, ma viene derisa e solo Cenerentola le dona un pezzo di pane. La matrigna e le due figlie escono per andare al ballo, Cenerentola rimane sola e sogna di poter andare alla festa. Riappare la vecchietta e le rivela di essere la sua fata madrina; chiamate in aiuto le Fate delle Stagioni, realizza il sogno della fanciulla; vestita sontuosamente, con le scarpette di cristallo, Cenerentola viene condotta al ballo su di un cocchio dorato, con la raccomandazione di rientrare a casa alla mezzanotte, ora in cui l'incantesimo finirà.
Atto secondo
Alla grande festa l'arrivo di Cenerentola è notato da tutti e viene scambiata per una principessa tanto è bella ed elegante; le sorellastre, che non l'hanno riconosciuta, tentano invano di attirare l'attenzione del Principe che, invece, da quando l'ha vista, non ha occhi che per Cenerentola; i due ballano e si innamorano. Allo scoccare della mezzanotte l'incantesimo deve finire e Cenerentola fugge perdendo una scarpetta di cristallo; il Principe la raccoglie e si ripromette di ritrovare la misteriosa fanciulla che lo ha incantato.
Atto terzo
Il Principe, volendo a ogni costo ritrovare la proprietaria della scarpetta, inizia a girare per il mondo, ma senza esito. Cenerentola, quando si risveglia, pensa di aver sognato tutto, ma la scarpetta rimasta la rassicura. Il Principe giunge infine alla sua casa e cerca invano di far calzare alla matrigna e alle sorellastre la scarpetta. Cenerentola, in disparte, emozionata, fa cadere senza volere dal suo grembiule la scarpetta; il giovane la vede e capisce di aver ritrovato finalmente la sua amata. Nella gioia finale la fata madrina ritorna per benedire le nozze della sua protetta con il Principe.

## Struttura
- Atto primo
  - 1.Introduzione
  - 2.Danza dello scialle
  - 3.Cenerentola
  - 4.Il padre
  - 5.La fata madrina
  - 6.Nuovi abiti per le sorelle
  - 7.La lezione di danza
  - 8.Partenza della matrigna e delle sorelle per il ballo
  - 9.Cenerentola sogna il ballo
  - 10.Gavotta
  - 11.Seconda apparizione della fata madrina
  - 12.La fata primavera
  - 13.La fata estate
  - 14.Libellule e cavallette
  - 15.La fata autunno
  - 16.La fata inverno
  - 17.La partenza interrotta
  - 18.L'orologio
  - 19.Cenerentola parte per il ballo
- Atto secondo
  - 20.Danza dei cortigiani
  - 21.Passepied
  - 22.Bourrée
  - 23.Variazione di Skinny
  - 24.Variazione di Dumpy
  - 25.Danza dei cortigiani
  - 26.Mazurka ed entrata del Principe
  - 27.Danza dei quattro compagni del Principe
  - 28.Mazurka
  - 29.Cenerentola arriva al ballo
  - 30.Grande valzer
  - 31.Promenade
  - 32.Danza di Cenerentola
  - 33.Danza del Principe
  - 34.Rinfreschi per gli ospiti
  - 35.Duetto delle sorelle con le arance
  - 36.Duetto del Principe e di Cenerentola
  - 37.Coda del valzer
  - 38.Mezzanotte
- Atto terzo
  - 39.Il Principe e i calzolai
  - 40.Primo galop del Principe
  - 41.Tentazione
  - 42.Secondo galop del Principe
  - 43.Orientalia
  - 44.Terzo galop del Principe
  - 45.Risveglio di Cenerentola
  - 46.La mattina dopo il ballo
  - 47.La visita del Principe
  - 48.Il Principe riconosce Cenerentola
  - 49.Valzer lento
  - 50.Amoroso

## La musica
La vena profondamente lirica della musicalità di Prokof'ev portò il compositore a scrivere, se pure in anni tragici come quelli della seconda guerra mondiale, opere ritenute se non proprio leggere, quanto meno di evasione; così, inframmezzate comunque da lavori di impegno civile e patriottico, egli scrisse prima Romeo e Giulietta e poi Cenerentola. Il compositore rivendicò sempre questo suo aspetto, ponendo come fondamento della sua musica proprio la liricità e opponendosi a chi in lui vedeva essenzialmente un aspetto grottesco.
Cenerentola con la sua storia romantica diede modo a Prokof'ev di dimostrare largamente il suo carattere prevalentemente lirico, senza dimenticare che anche l'aspetto più ironico e un po' grottesco trova spazio nella caratterizzazione di personaggi quali la matrigna e le sorellastre. Ogni personaggio ha comunque una sua individuazione musicale. Cenerentola ha tre temi che la connotano; il primo è legato alla fanciulla maltrattata, il secondo la accompagna nei suoi sogni romantici e il terzo, il più melodico, sottolinea la felicità della giovane che ha trovato l'amore. La fata madrina è introdotta da un'atmosfera magica, mentre al padre è affidato un tema quasi ritroso e un po' ironico per sottolineare un personaggio pauroso e insignificante. Al Principe sono affidate tutte le grandi arie di danza, dalla mazurka al valzer che balla con Cenerentola, ai tre galop del terzo atto.
Il balletto è costruito seguendo schemi tradizionali ciaikovskiani; sono presenti tutti gli aspetti delle danze classiche, dalla mazurka, alla gavotta, al valzer, alla pavana, ai pas de deux e a tutte le molteplici variazioni. La brillantezza della partitura, la sua vivacità ritmica e la sua vena melodica, una drammaticità sempre garbata e velata di ironia, unitamente all'orchestrazione ben strutturata, ricca e brillante, fanno di Cenerentola una delle opere più espressive e serene del musicista e la hanno resa subito molto popolare.
Prokof'ev nel 1946 trasse, dai cinquanta brani del balletto, tre suites per orchestra, op.107, 108 e 109; la prima comprende otto pezzi, la seconda sei e la terza otto.

## Organico orchestrale
Ottavino, due flauti, due oboi, corno inglese, due clarinetti, clarinetto basso, due fagotti, controfagotto, quattro corni, tre trombe, tre tromboni, basso tuba, timpani, tamburo basco, woodblock, triangolo, piatti, grancassa, campane tubolari, xilofono, glockenspiel, tam-tam, maracas, arpa, pianoforte, celesta, archi. 

## Altre versioni coreografiche
Numerosissime sono state le nuove coreografie create per la Cenerentola di Prokof'ev. La più importante e che ha fatto scuola è stata quella di Frederick Ashton realizzata il 23 dicembre 1948 a Londra alla Royal Opera House con scene e costumi di Jean Denis Malclès; interpreti principali furono Moira Shearer (Cenerentola), sostituita l'anno seguente da Margot Fonteyn, Michael Somes (il Principe). La novità del balletto sta nei ruoli delle due sorellastre affidati a due danzatori maschi, in questo caso lo stesso Ashton e Robert Helpmann, e nell'abolizione del personaggio della matrigna.
Nel 1955 Alfred Rodrigues crea la sua versione per il Teatro alla Scala con scene di André Beaurepaire con Violette Verdy sostituita poi da una giovane Carla Fracci.
Vaslav Orlikovskij realizzò Cenerentola a Parigi al Théâtre des Champs-Élysées il 4 dicembre 1963 per il Primo Festival internazionale della Danza.
Celia Franca propose la sua versione a Toronto all'O'Keefe Center con il National Ballet of Canada il 15 aprile 1968.
Paolo Bortoluzzi crea una sua proposta per il Teatro alla Scala il 16 marzo 1977 con scene e costumi di Germinal Casado e con interpreti lo stesso Bortoluzzi affiancato da Luciana Savignano; la coreografia accentua l'aspetto favolistico della storia visto attraverso il sogno di una bambina che vede uscire da un grande libro i personaggi della fiaba.
Rudol'f Nureev realizzò una moderna versione per l'Opéra di Parigi nel 1986 con scene di Pétrika Ionesco, costumi di Hanae Mori e interprete principale Sylvie Guillem; il balletto è ambientato in una Hollywood anni trenta con Cenerentola trasformata in una diva del cinema.